# 村本福松
村本 福松（むらもと ふくまつ、1890年3月23日 - 1973年6月22日）は、日本の経営学者。
大阪府大阪市出身。1910年大阪高等商業学校卒、1919年に日本人で初めてハーバード大学経営学大学院でMBAを取得し、日本におけるアメリカ経営学の導入に先駆的役割を果たす。1962年「経営の論理」で大阪市立大学商学博士。1928年旧制大阪商科大学教授、1942年学長事務取扱。神戸商科大学教授、浪速大学教授、校名変更で大阪府立大学教授、大阪市立大学教授、大阪府立産業能率研究所、京都産業大学教授を務めた。研究は、経営学、商学、経営者論、中小企業論、広告論等幅広い。東亜大学の設立に参加したが設立以前に死去した。子に村本芳郎（1923年ー、大阪府立大学名誉教授）。

## 著書
- 『福利施設は如何なる立場に於て奨励せらるべきものなるか』日東社 工場パンフレット 1926
- 『商工経営経済論』文雅堂 1929
- 『経営学原論』千倉書房 商学全集 1934
- 『新販売工作十講』千倉書房 1934
- 『大阪に於ける百貨店は果して飽和状態にあるか』大同書院 1937
- 『生産管理』千倉書房 工業経営全書 1937
- 『百貨店経営とその問題』文雅堂 1937
- 『経営学概論』経営学大系 千倉書房 1938
- 『商学通論 第1編 (総論)』文雅堂書店 1941
- 『配給機構の理論』千倉書房 1941
- 『経営経済の道理 翼賛経営体制の確立』文雅堂 1942
- 『経営の論理』産業経済社 1961

### 共著編
- 『適正規模経営』編 国元書房 1950
- 『商業の展開と問題』編 有斐閣 1962
- 『トップ・マネジメント講座 第4 中小企業のトップ・マネジメント』末松玄六,大石岩雄共著 ダイヤモンド社 1962

### 記念論文集
- 『中小企業の経済・経営・労務 村本福松先生古稀祝賀記念論文集』磯部喜一編 有斐閣 1962

## 論文
- <村本福松